# لويس هيليغيرا
لويس هيليغيرا (بالإسبانية: Luis Helguera) هو لاعب كرة قدم إسباني في مركز الوسط، ولد في 9 يونيو 1976 في فيرول في إسبانيا. لعب مع ديبورتيفو ألافيس وريال سرقسطة وفيورنتينا ونادي أنكونا ونادي أودينيزي ونادي هويسكا.

## وصلات خارجية
- لويس هيليغيرا على موقع قاعدة بيانات كرة القدم.إي يو (الإنجليزية)
- لويس هيليغيرا على موقع Soccerway.com (الإنجليزية)
- لويس هيليغيرا على موقع AS.com (الإسبانية)